# Jokotani Maszaki
Jokotani Maszaki (Kioto, 1952. május 10. –) japán válogatott labdarúgó.

## Nemzeti válogatott
A japán válogatottban 20 mérkőzést játszott.

## Statisztika
| Japán válogatott | Japán válogatott | Japán válogatott |
| Időszak          | Mérk.            | gól              |
| ---------------- | ---------------- | ---------------- |
| 1974             | 1                | 0                |
| 1975             | 10               | 0                |
| 1976             | 6                | 0                |
| 1977             | 3                | 0                |
| Összesen         | 20               | 0                |